# Lac Opataca
Le lac Opataca constitue un plan d'eau du bassin versant rivière Broadback, dans le territoire de Eeyou Istchee Baie-James (municipalité), dans la région administrative du Nord-du-Québec, dans la province de Québec, au Canada. Ce lac fait partie du territoire de la Réserve faunique Assinica.
La partie Sud du lac fait partie du canton de Livilier. Le lac Opataca fait partie d’un groupe de lacs à la tête de la rivière Broadback.
La foresterie constitue la principale activité économique du secteur. Les activités récréotouristiques arrivent en second.
La plus proche route forestière est située à 21,9 km au Sud-Est du lac, soit la route contournant par le Nord le mont Opémisca ; cette route rejoint
vers le Sud la route 113 (reliant Lebel-sur-Quévillon et Chibougamau) et le chemin de fer du Canadien National.
La surface du lac Opataca est habituellement gelée du début novembre à la mi-mai, toutefois la circulation sécuritaire sur la glace se fait généralement de la
mi-novembre à la mi-avril.

## Géographie
Le lac Opataca comporte une longueur de 40,0 km, une largeur maximale de 17,5 km et une altitude de 366 m. La forme du lac est tout en longueur, hormis la partie centrale face à l’embouchure qui comporte un élargissement formant une grande baie annexe du côté Ouest menant à l’embouchure.
Le lac Opataca est encastré entre les versants de la rivière Brock Nord (à l’Est) et à l’ouest, les lacs Cachisca et Comencho. Le lac Opataca est entouré de montagnes dont plusieurs dizaines de sommets excèdent 400 m.
L’embouchure du lac Opataca est localisée à :
- 8,1 km à l’Est de l’embouchure du lac Cachisca ;
- 17,0 km à l’Est de l’embouchure du lac Comencho ;
- 27,9 km au Sud-Est de l’embouchure du lac Assinica ;
- 53,3 km au Sud-Est de l’embouchure de la rivière Assinica (confluence avec la rivière Broadback ;
- 150,5 km à l’Est de l’embouchure du lac Evans ;
- 290,1 km à l’Est de l’embouchure de la rivière Broadback (confluence avec la Baie de Rupert) ;
- 69,6 km au Nord-Ouest du centre-ville de Chibougamau ;
- 69,8 km au Nord-Ouest du centre du village de Chapais (Québec)[1].

Les principaux bassins versants voisins du lac Opataca sont :
- côté Nord : lac Oudiette, lac Frotet, lac Regnault, rivière Châtillon, rivière Broadback, lac Troilus ;
- côté Est : lac Lemieux, rivière Brock Ouest, rivière Brock Nord, rivière Chibougamau, lac Mistassini ;
- côté Sud : Lac Dumas, rivière Brock Ouest, rivière Chibougamau, rivière Brock Nord ;
- côté Ouest : lac Blanchet, lac Waposite, lac Cachisca, lac Comencho, rivière Assinica, lac Assinica.

## Toponymie
Ce toponyme a été répertorié vers 1930 dans un relevé topographique de la région par l'arpenteur J.-M. Roy. Vraisemblablement d'origine crie, ce toponyme pourrait signifier « c'est une passe, un passage étroit, sur l'eau, entre deux élévations de terrain ».
Le toponyme "lac Opataca" a été officialisé le 5 décembre 1968 par la Commission de toponymie du Québec, soit lors de sa création.